# Charlotte Sophie von Kurland
Charlotte Sophie von Kurland (* 1. September 1651 in Mitau; † 1728) war eine Prinzessin von Kurland und Äbtissin des Stifts Herford.

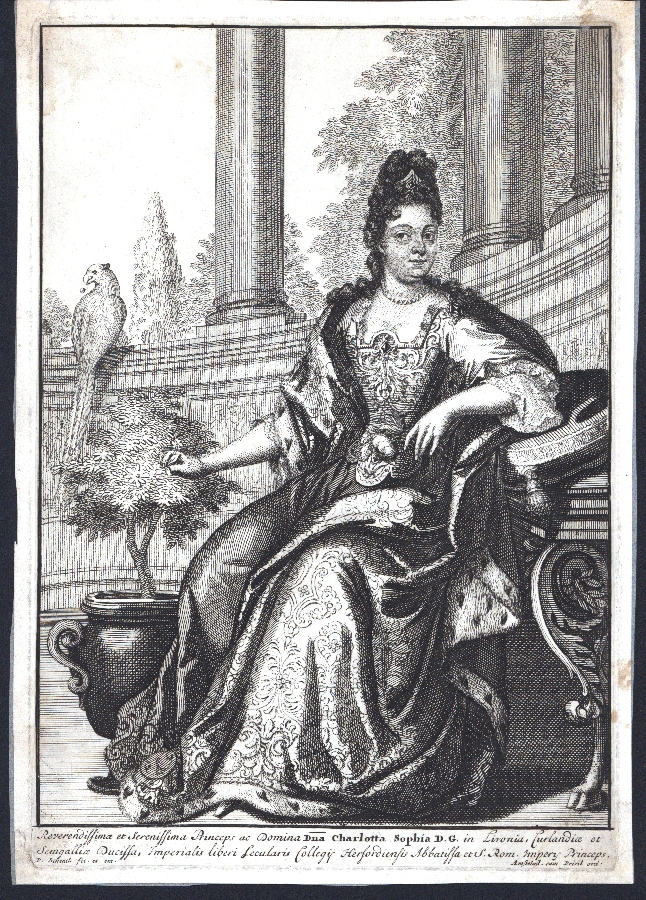
Charlotte Sophie von Kurland

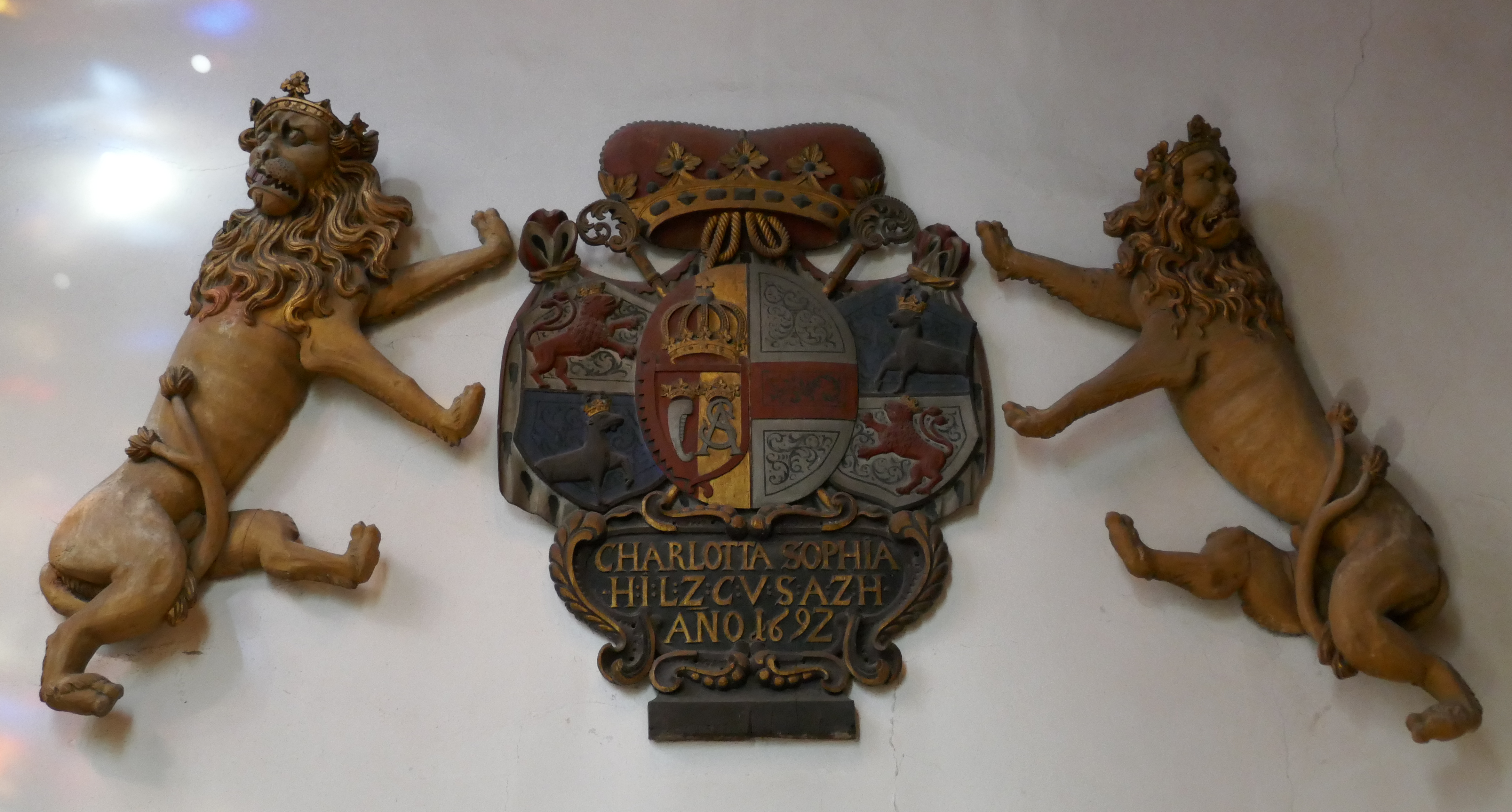
Wappen der Äbtissin im Herforder Münster

## Leben

### Frühe Jahre
Sie entstammte dem westfälischen Adelsgeschlecht Kett(e)ler und war eine Tochter des kurländischen Herzogs Jacob Kettler und seiner Frau Luise Charlotte von Brandenburg. Sie wuchs wie ihre Geschwister unter anderen an den Höfen ihres Onkels Friedrich Wilhelm von Brandenburg in Berlin und ihrer Tante, der Landgräfin Hedwig Sophie von Hessen-Kassel, auf. Ein Grund waren die schwierigen Verhältnisse in Kurland während des Nordischen Krieges. Außerdem diente der Aufenthalt für Ehe- und Karriereprojekte der Familie. Der Plan, Sophie Charlotte mit Christian Ernst von Bayreuth zu verheiraten, scheiterte mit dem Rückzug des Markgrafen von dem Vorhaben. Stattdessen trat sie als Stiftsdame 1686 in das Reichsstift Herford ein, ohne sich dort aufzuhalten.

### Konflikte um das Stift
In Abwesenheit wurde sie 1688 zur Äbtissin gewählt. Sie setzte sich mit Unterstützung ihres Onkels Friedrich Wilhelm I. gegen die zweithöchste Amtsträgerin Sophie Ernestine zur Lippe durch, welche eine Schwester des Grafen Simon Heinrich war. Danach hielt sie sich zunächst im Stift auf. Der Konflikt mit ihrer Konkurrentin blieb virulent, bis er im Streit um ein neues Amtsgebäude für die Dekanissin 1696 eskalierte. Diese warf zusammen mit der Küsterin der Äbtissin vor, dass sie nicht ihre Rechte an der Leitung des Stifts berücksichtigen würde. Sie wandten sich an Kurfürst Friedrich III. von Brandenburg als Schutzherren. Dieser war inzwischen seinem Vater, dem Onkel der Äbtissin, auf den Thron gefolgt und hatte ihn als Schutzherrn des Stifts abgelöst. Der ließ 1698 das Stift militärisch besetzen.
Charlotte Sophie von Kurland floh über Regensburg nach Wien, um sich am kaiserlichen Hof bei Leopold I. um einen Schutzbrief zu bemühen und sich um einen Prozess vor dem Reichshofrat gegen ihre Gegnerinnen im Stift zu kümmern. Insbesondere ging es darum, Unterstützung im Konflikt mit ihrem Vetter Friedrich III. von Brandenburg als Schutzherrn des Stifts zu gewinnen. Es kam bei dem Aufenthalt zu einer Erneuerung des Schutzbriefes. Allerdings wurde sie vom Kaiser nicht bei dem Konflikt unterstützt. Dafür spielte die nötige brandenburgische Unterstützung im Spanischen Erbfolgekrieg eine Rolle. Der Brandenburger Kurfürst sah den Versuch einer eigenständigen Amtsführung der Äbtissin kritisch und nutzte den Streit, um seine Stellung in Herford weiter auszubauen. Diese Politik übte er auch gegenüber den Stiften in Quedlinburg und Essen aus. Die Kaiserin Eleonore Magdalene von Pfalz-Neuburg wandte sich im März 1698 an die Äbtissin und das Stiftskapitel mit dem Ansinnen, eine Koadjutorin – also eine erklärte Nachfolgekandidatin – zu bestimmen. Bei dieser handelte es sich um Maria Elisabeth von Pfalz-Zweibrücken-Kleeburg, der Tochter des 1689 verstorbenen schwedischen Reichsmarschalls Adolf Johann I. von Pfalz-Zweibrücken-Kleeburg sowie Nichte des 1660 verstorbenen Königs von Schweden, Karl X. Gustav und Kusine von dessen Sohn und Nachfolger, des 1697 verstorbenen Königs Karl XI. Die Vermutung liegt nahe, dass die Kaiserin versuchte, im Konflikt zwischen Stift und Kurfürst eine Rolle zu spielen.
Während des Wienaufenthalts versuchten einige katholische Geistliche wie Kardinal Leopold Karl von Kollonitsch, sie zum Übertritt zum Katholizismus zu bewegen. Ihr Schwager und Vetter, der protestantische Landgraf Karl von Hessen-Kassel, drängte sie daher zur Abreise aus Wien.

### Im Exil
Einige Zeit nach der Rückkehr der Äbtissin aus Wien drangen 1703 erneut Brandenburger Soldaten in das Stift ein. Dies zwang die Äbtissin zur Flucht und zum Exil. Sie reiste nach Verden in damals schwedisches Gebiet und stellte sich unter den Schutz des schwedischen Königs – eine Würde, die ab 1720 ihr Neffe Friedrich von Hessen-Kassel, Sohn ihrer Schwester Amalia, innehatte. Sie blieb auf Dauer in Verden. Von dort aus unternahm sie Reisen unter anderem in die Niederlande. Im Jahr 1721 musste sie aus Geldmangel vor ihren Gläubigern aus Verden fliehen. Verfolgt wurde sie auf der Flucht von Agenten des preußischen Königs, welches ab 1713 der Sohn ihres Vetters war, nämlich Friedrich Wilhelm I. Dieser fürchtete eine erneute Unterstützung der Äbtissin durch den Kaiser. Ihre letzte Reise ging wahrscheinlich nach Kassel.